# Erich Brüggemann

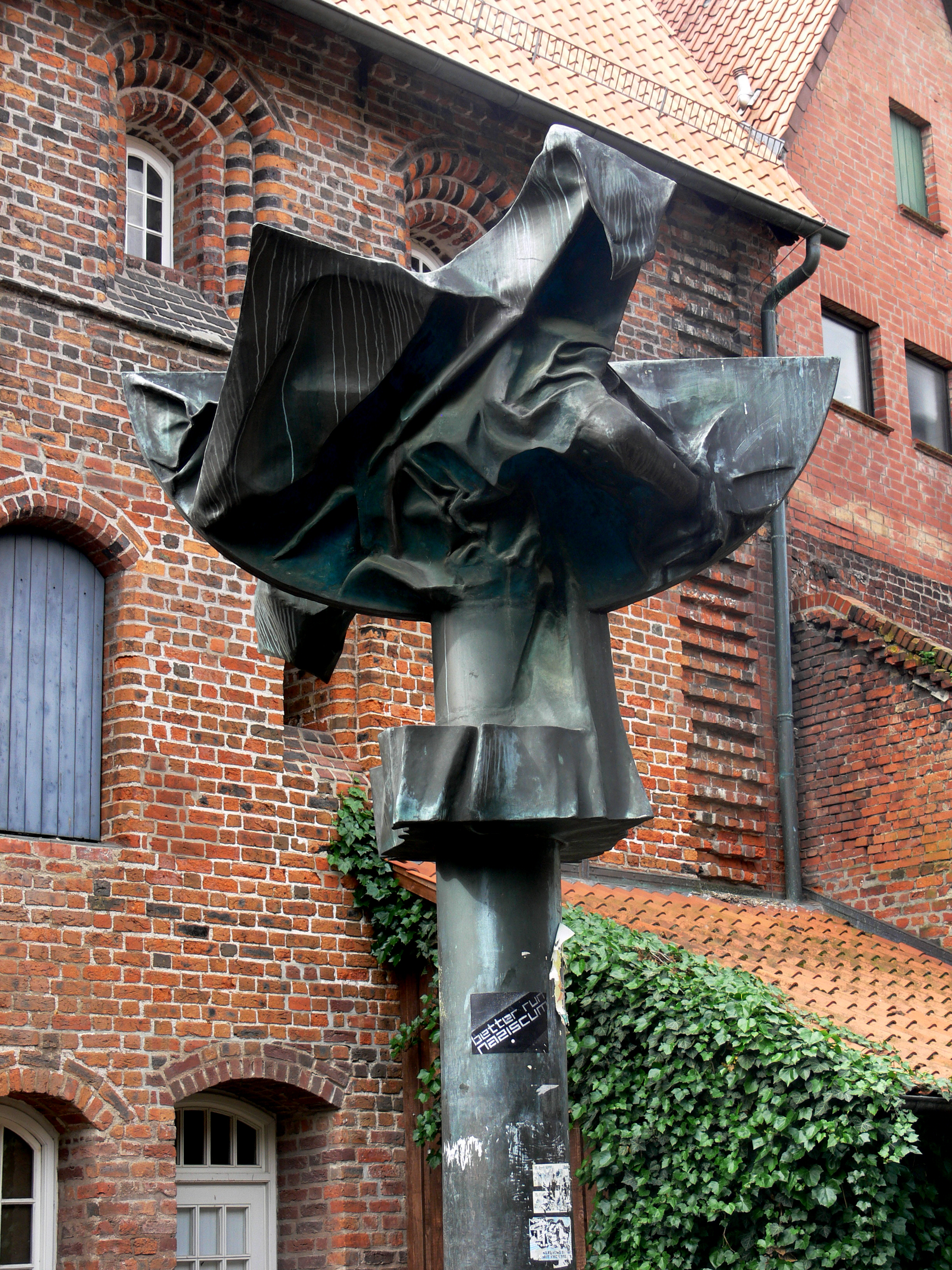
Lunasäule im Lüneburger Glockenhof von 1977

Erich Brüggemann (* 24. Juni 1928 in Winsen (Luhe); † 28. September 2019 ebenda) war ein deutscher Künstler.

## Leben
Erich Brüggemann wurde 1928 in Winsen an der Luhe geboren. Seine Eltern waren Landarbeiter. Mit fünf Jahren musste er wegen seiner Scharlacherkrankung isoliert im Krankenhaus bleiben. Da ihn niemand besuchen durfte, ließ ihm seine Mutter einen Zeichenblock und Buntstifte zukommen. Dort wurde erstmals seine künstlerische Begabung entdeckt und fortan gefördert. Bereits als Zwölfjähriger nahm Erich Brüggemann erste Auftragsarbeiten an. 1942 begann er bei dem Holzbildhauer Karl Schlumbohm in Winsen eine Lehre als Bildhauer, nachdem seine Mutter diesem einige Zeichnungen des Jungen gezeigt hatte.
Kurz vor Kriegsende wurde der damals 16-Jährige an die Front geschickt und bei einem Angriff verwundet.
Nach dem Zweiten Weltkrieg studierte er von 1948 bis 1949 Kunst in Wetzlar. Zwischen 1952 und 1954 folgte eine Ausbildung zum Restaurator am Bayerischen Landesamt für Denkmalpflege sowie ein Zeichen- und Modellierstudium an der Akademie der Bildenden Künste in München. Während dieser Zeit übernahm Brüggemann erste Restaurationsaufträge. Kurz darauf kehrte er wieder in seine norddeutsche Heimat zurück, wo er 1961 ein Bauernhaus am Stöckter Deich in Winsen erwarb und zur Werkstatt umbaute. Zunächst arbeitete er hauptsächlich als Restaurator für Kircheninventar, bis in die 1980er Jahre schuf er auch eigene Werke für neu errichtete Kirchen. Daneben übernahm er Aufträge für Rathäuser und Hamburger Museen. Seit 1985 befasste sich Brüggemann mit der Herstellung erlesener Möbel, unter anderem Stühle, Tische und Schränke, und mit kunstvollen Intarsienarbeiten in der Tradition der Winsener Elbmarsch. Er war Ausbilder an der Akademie des Handwerks. Bei der Weltausstellung 1965 in München vertrat Erich Brüggemann das deutsche Tischlerhandwerk.

## Auszeichnungen
- 1983: Hessischer Staatspreis für das Deutsche Kunsthandwerk[4]
- 1985: Bayerischer Staatspreis[4]
- 1990: Preis der Justus Brinckmann Gesellschaft, Museum für Kunst und Gewerbe, Hamburg[4]

## Werke (Auswahl)
- Altarkreuz in der Kirche St. Cosmas und Damian, Bockhorn (1968)[6]
- Altarwand der Erlöserkirche in Papenburg[3]
- St. Johannis (Uelzen) in Uelzen: Wandrelief an der Altarwand mit Motiven aus der Offenbarung des Johannes und Entwurf der farbigen Glasfenster[3]
- Orgel der Pfarrkirche St. Lamberti in Münster. Gehäuse und die Schnitzarbeiten der neuen Orgel 1988/1989.
- Altarkreuz der Kirche Marienhafe vor 1965,
- Retabel 1977 der Warnfried-Kirche in Osteel,
- Altarkreuz St.-Markus-Kirche in Leteln,
- Altarkreuz Erlöserkirche Krankenhagen,
- Hängekreuz aus Eiche der Kirche der Thomas-Gemeinde in Bremen-Kattenesch,
- Evangelist Johannes, Lindenholzstatue von 1953, St.-Marien-Kirche (Winsen)
- Lunasäule, Bronzeplastik von 1977 im Glockenhof in Lüneburg
- Für die „Bibliothek des ländlichen Wissens“, die agrarhistorische Fachbibliothek des Freilichtmuseums am Kiekeberg entwarf Brüggemann 2012 die Einrichtung und das Deckengemälde.

## Veröffentlichungen
- Kunst und Technik der Intarsien. Callwey, München 1988, ISBN 978-3-7667-0881-6.
- Neue Möbel. Entwürfe für Tischler. Deutsche Verlags-Anstalt, Stuttgart 1991.
- Möbel. Katalog. Publikation des Museums für Kunst und Gewerbe Hamburg,
- Das Schreinerbuch. Callwey, München 1992, ISBN 3-7667-1024-9.
- Das große Schreinerbuch. Praxis und Möbelkunde. Orbis, München 2000, ISBN 3-572-01165-5.
- Die Rückseite des aufrechten Gangs. Notizen zur Kunst. Athena, Oberhausen 2017, ISBN 978-3-89896-695-5.
- Einlegearbeiten in Holz. Intarsien selbstgemacht. Ideen, Techniken, Beispiele. Callwey Verlag, 1998, ISBN 978-3-7667-1066-6.

## Ausstellungen (Auswahl)
- „Erich Brüggemann, Möbel“ (Ausstellungskatalog, Museum für Kunst und Gewerbe Hamburg, 1992)
  - „Kunsthandwerk 20. Jahrhundert“, Galerie Handwerk, München, 28. April–5. Juni 1992
  - Handwerksform Hannover, 1. August–5. September 1992
  - Museum für Kunst und Gewerbe Hamburg, 2. Oktober–29. November 1992
- Kunststätte Bossard – „Möbel als Kunstwerk“ (2003)[5]